# 精子尿症
精子尿症（Spermaturia）は、尿中に精子が存在する状態を特徴とする疾患である。
ヒト以外の種のオスでも観察され、動物病院で診断されることもある。原因は多くの場合、逆行性射精である。性交後の排尿時（性交後排尿）に生理的に起こる事もある。